# Rue de Montebello
Rue de Montebello är en återvändsgata i Quartier Saint-Lambert i Paris femtonde arrondissement. Gatan är uppkallad till minne av segern vid Montebello den 20 maj 1859. Rue de Montebello börjar vid Rue Chauvelot 5 bis.

## Omgivningar
- Saint-Antoine-de-Padoue
- Square Julia-Bartet
- Impasse du Labrador
- Rue Camulogène

## Bilder
| - Gatuskylt. - Saint-Antoine-de-Padoue. - Square Julia-Bartet. |

## Kommunikationer
- Tunnelbana – linje  – Porte de Vanves
- Busshållplats Brancion – Paris bussnät

### Webbkällor
- ”Rue de Montebello”. Mairie de Paris. https://web.archive.org/web/20160303194518/http://www.v2asp.paris.fr/commun/v2asp/v2/nomenclature_voies/Voieactu/6401.nom.htm. Läst 31 december 2023.
- ”Rue de Montebello (15ème arrondissement)”. Les rues de Paris. https://web.archive.org/web/20160409003854/http://www.parisrues.com/rues15/paris-15-rue-de-montebello.html. Läst 31 december 2023.